# Renée Coleman
Renée Coleman (* 8. Januar 1962 in Saskatoon, Saskatchewan) ist eine kanadische Schauspielerin.

## Leben und Karriere
Renée Coleman wurde 1962 in der zentralkanadischen Stadt Saskatoon geboren. Im deutschsprachigen Raum wurde sie durch ihre Rolle der Alice Gaspers in der Filmkomödie Eine Klasse für sich von 1992 mit Tom Hanks, Geena Davis und Madonna in den Hauptrollen bekannt. In der NBC-Fernsehserie Quantum Leap spielte sie die Rolle der Alia. Mitte der 1990er Jahre begann Coleman sich aus dem Filmgeschäft zurückzuziehen. Sie nahm ein Mythologisches Studium mit Schwerpunkt Tiefenpsychologie am Pacifica Graduate Institute auf. 2002 schloss Renée Coleman ihr Studium erfolgreich mit dem Doktor der Philosophie ab. Im August 2012 veröffentlichte sie ihr erstes Buch mit dem Titel Icons of a Dreaming Heart – The Art and Practice of Dream-Centered Living.
Renée Coleman lebt mit ihrem Ehemann Albert Erdynast und den gemeinsamen vier Kindern im kalifornischen Santa Clarita.

## Filmografie
- 1987: Anna... Exil New York (Anna)
- 1988: Crime Story (Fernsehserie)
- 1988: Rocket Gibraltar
- 1988: After School
- 1989: Wer ist Harry Crumb? (Who’s Harry Crumb?)
- 1992: Eine Klasse für sich (A League of Their Owen)
- 1993: Matlock (Fernsehserie)
- 1992–1993: Zurück in die Vergangenheit (Quantum Leap) (Fernsehserie)
- 1993: Melrose Place (Fernsehserie)
- 1994: Pentathlon
- 1994: El Jardín del Edén
- 1995: Gracze
- 1995: Diagnose: Mord (Diagnosis Murder) (Fernsehserie)
- 1995: The Watcher – Das Auge von Vegas (The Watcher) (Fernsehserie)
- 1996: Kein Mann ist perfekt (Waiting for Michelangelo)